# Live: Right Here, Right Now
Pour les articles homonymes, voir Right Here, Right Now.
Albums de Van Halen
For Unlawful Carnal Knowledge
(1991) Balance
(1995)
Live: Right Now, Right Here est le seul album live du groupe de hard rock américain Van Halen, ce double album live est sorti en février 1993. Enregistré après la sortie de l'album For Unlawful Carnal Knowledge, cet album montre la puissance de Van Halen sur scène avec Sammy Hagar au chant. Sammy Hagar reprend les classiques de l'avant 5150, avec Jump, You Really Got Me et Panama. Ce live a été enregistré en mai 1992, lors de deux concerts du groupe à Fresno (USA).
Cet album est disponible en CD et en DVD.

## Titres
(*) Ces titres ne figurent pas sur le DVD. Inversement, deux titres absents de ces CD, Where Eagles Fly et The Dream Is Over, apparaissent sur le DVD.

### CD1
1. Poundcake
2. Judgement Day
3. When It's Love
4. Spanked
5. Ain't Talkin' 'Bout Love (*)
6. In'N'Out
7. Dreams (*)
8. Man On Mission
9. Vibro Bass
10. Pleasure Done/Drums Solo
11. Panama (*)
12. Love Walks In (*)
13. Runaround

### CD2
1. Right Now
2. One Way To Rock (*)
3. Why Can't This Be Love (*)
4. Give To Live (*)
5. Finish What Ya Started
6. Best Of Both World (*)
7. 316
8. You Really Got Me / Cabo Wabo
9. Won't Get Fooled Again (*)
10. Jump
11. Top Of The World

## Personnel
- Sammy Hagar - chant, guitare rythmique
- Edward Van Halen - guitare, claviers, chœurs
- Michael Anthony - basse, chœurs
- Alex Van Halen - batterie

## Personnel additionnel
- Alan Fitzgerald : claviers, chœurs